# Gonomyia (Gonomyia) subunicolor
Gonomyia (Gonomyia) subunicolor is een tweevleugelige uit de familie steltmuggen (Limoniidae). De soort komt voor in het Neotropisch gebied.